# Егорушкина, Ирина Валерьевна
Ирина Валерьевна Егорушкина (род. 30 ноября 1975 года) — советская и российская пловчиха в ластах.

## Карьера
Воспитанница Томского клуба СКАТ. Мастер спорта международного класса СССР (1990), заслуженный мастер спорта России (1996).
Чемпион мира 1992 г., призёр чемпионатов мира 1994, 1996, 2000 гг.
Рекордсмен мира среди юношей.
Победитель Всемирных игр 2001 г.
Рекордсмен Европы. 12-кратный чемпион Европы 1991, 1993, 1995, 1999 гг.
Чемпион Спартакиады народов СССР 1991 г.
Победительница клубного чемпионата Европы в составе команды СКАТ ТГУ 1999 г.
Победительница кубка СССР 1990, 1991 гг. в составе команды СКАТ.
Выпускница экономического факультета ТГУ